# Dritte Liga (Volleyball, Frauen)
Die Dritte Liga (Volleyball) der Frauen ist seit der Saison 2012/13 die dritthöchste Spielklasse, seit Saison 2023/24 die vierthöchste, im deutschen Volleyball der Frauen. In diesem Wettbewerb wird in vier Ligen gespielt.

## Modus
In der Dritten Liga spielen in den vier Staffeln Nord, West, Süd und Ost Mannschaften aus der Bundesrepublik Deutschland in einer Spielrunde mit Hin- und Rückspiel. Die jeweils erstplatzierte Mannschaft (Meister) dieser Staffeln steigt in die zweigleisige 2. Bundesliga auf, die beiden letztplatzierten Mannschaften steigen in die Regionalligen ab. Bei vermehrtem Abstieg aus der 2. Bundesliga in dieselbe Staffel der Dritten Ligen kann es zu einem zusätzlichen Absteiger kommen.
Die Meister der acht Regionalligen steigen in die Dritten Ligen auf. Falls in der Dritten Liga mehr Plätze frei sind oder der Meister der Regionalliga auf den Aufstieg verzichtet, können auch der Zweit- und Drittplatzierte der Regionalliga aufsteigen.

## Ligabereiche

Bereichszusammensetzung der 3. Ligen und untergeordneten Regionalligen im Volleyball

- Dritte Liga Nord: Regionalliga Nord (Schleswig-Holstein, Hamburg, Mecklenburg-Vorpommern) und Regionalliga Nordost (Berlin, Brandenburg, Sachsen-Anhalt)
- Dritte Liga West: Regionalliga Nordwest (Niedersachsen, Bremen) und Regionalliga West (Nordrhein-Westfalen)
- Dritte Liga Süd: Regionalliga Süd (Baden-Württemberg) und Regionalliga Südwest (Hessen, Rheinland-Pfalz, Saarland)
- Dritte Liga Ost: Regionalliga Südost (Bayern) und Regionalliga Ost (Sachsen, Thüringen)[1]

Je zwei dieser vier Staffeln der Dritten Liga sind einer der beiden Staffeln der zweigleisigen 2. Bundesliga untergeordnet: die Dritte Liga Nord und die Dritte Liga West der 2. Bundesliga Nord, die Dritte Liga Süd und die Dritte Liga Ost der 2. Bundesliga Süd.